# سيندي موسلي
سيندي موسلي (بالإنجليزية: Cindy Daws)‏ (1 أكتوبر 1975 في الولايات المتحدة - ) هي لاعبة كرة قدم أمريكية في مركز الوسط. شاركت مع منتخب الولايات المتحدة تحت 20 سنة للسيدات لكرة القدم ومنتخب الولايات المتحدة لكرة القدم للسيدات. أما مع النوادي، فقد لعبت مع Suzuyo Shimizu FC Lovely Ladies ‏.